# Kemal Reis
Kemal Reis (1451–1511) was een Turkse piraat en admiraal van het Ottomaanse Rijk. Hij was ook de oom van de bekende Ottomaanse admiraal en cartograaf Piri Re'is die hem bijstond tijdens een aantal belangrijke missies.
Kemal Reis is geboren op het Turkse schiereiland Gallipoli. Zijn hele naam was Ahmed Kemaleddin en zijn vader was een Turk genaamd Ali. In Europa, vooral in Italië en Spanje, werd hij bekend onder namen als Camali en Camalicchio.